# Mthatha
Mthatha è un centro abitato del Sudafrica, situato nella provincia del Capo Orientale. 
È sede vescovile cattolica.